# 埃森大区
埃森大区（德語：Gau Essen）是1933至1945年納粹德國在普魯士萊茵省北部的一個行政區劃。 在此之前，從1928年到1933年，是納粹黨在該地區的地區分部。